# Antiquités étrusques au British Museum
Les antiquités étrusques au British Museum rassemble une remarquable collection d'objets provenant de cette civilisation.

## Histoire de la collection
Les premiers éléments acquis par le British Museum sur le monde étrusque datent de 1837 et concernent des sarcophages et divers objets exposés à l'exposition de Pall Mall des frères Campanari. 
Aujourd'hui, le musée conserve de nombreux objets, comme des plaques de terre cuite en provenance de Caere.

## Quelques pièces de la collection
| Objet | Description                                                                                                | Origine et datation                                            |
| ----- | --- | -------------------------------------------------------------- |
|       | Statuette votive d'homme nu GR 1873.8-10.16 (Cat. bronze 510) Bronze                                       | Chiusi Entre 550 et 530 av. J.-C.                              |
|       | Statuette de femme portant une offrande à une divinité GR 2001-1-29-2 Bronze                               | Nord de l'Étrurie Vers 500 av. J.-C.                           |
|       | Tête d'une statue votive en terre cuite GR 1852-1-12-4 (terracotta D217). Terre cuite peinte               | Peut-être fabriquée à Véies Vers 500 av. J.-C.                 |
|       | Vase à figure féminine GR 1859-2-16-4 (terracotta D194) Terre cuite peinte                                 | Calvi dell'Umbria Entre 325 et 300 av. J.-C.                   |
|       | Tête féminine et personnage féminin formant une partie d'anse d'un vase GR 1982-10-5-10 Terre cuite peinte | Trouvée dans une tombe près de Canosa Vers 300 av. J.-C.       |
|       | Vase à figure féminine GR 1859-2-16-2 (terracotta D196) Terre cuite                                        | Calvi dell'Umbria ? Entre 300 et 275 av. J.-C.                 |
|       | Sarcophage de Thanunia Seianti GR 1887 4-2.1. (sculpture D 86) Sarcophage en marbre peint                  | Poggio Cantarello, à côté de Chiusi Entre 150 et 130 av. J.-C. |